# 阿诗玛新传
阿诗玛新传是一部电视连续剧，又名天堂的转角。于2005年5月在云南和上海拍摄，历经3个月，于7月2日在上海成功杀青，并举行关机仪式。

## 简介
《阿诗玛新传》被誉为中国第一部“民族偶像剧”、主要描写了现代阿诗玛从家乡到上海邂逅韩国音乐家后发生的故事。

## 背景
- 经典电影《阿诗玛》曾经是一代人心目中的经典，新版电视剧也借鉴了老电影中的一些人名，但内容和大多数角色都是新创。虽然阿诗玛(在彝语中意为“金子”)的内涵意义仍未改变，但整个故事情节已和老电影完全不一样，本剧是一个崭新的题材，定位为“民族偶像剧”。
- 老电影主要描写了阿诗玛抵抗财主、地霸等恶势力而苦苦斗争以及和阿黑哥凄美的爱情故事。新版电视剧则表现阿诗玛面对外部世界的冲击下的种种困境，将不局限于个人爱情这个框架，更加具有现实感。

## 主创
- 联合拍摄：
- CCTV中视传媒文化发展有限公司
- 上海陶源文化传播有限公司

## 演员表
- 韩  雪 饰 阿诗玛
- 全成勋 饰 柳长河
- 钱泳辰 饰 李文卓
- 贾丽莉 饰 朱亚男